# Michelle Gisin
Michelle Gisin, née le 5 décembre 1993 à Samedan, est une skieuse suisse qui s'aligne régulièrement dans toutes les disciplines du ski alpin.
Elle est double championne olympique du combiné alpin en 2018 à PyeongChang et en 2022 à Pékin.
Elle a également obtenu la médaille de bronze olympique du Super G à Pékin en 2022 et deux médailles en combiné aux Championnats du monde 2017 et 2021.
Elle prend la troisième place au classement général de la Coupe du Monde 2020-2021 grâce à ses bons résultats en technique (dans les cinq meilleures en slalom et géant) mais aussi en vitesse (dans les quinze meilleures en Super-G et descente). Elle fait d'ailleurs partie des rares skieuses à être montée sur le podium des cinq principales disciplines de la Coupe du Monde (slalom, géant, super-G, descente et combiné). Elle signe sa première victoire en Coupe du monde le 29 décembre 2020 dans le slalom de Semmering.

## Biographie
Sœur de Marc et Dominique Gisin, Michelle Gisin naît à Samedan, dans le canton des Grisons. Ses parents, Bea et Beat, sont deux professeurs de sport établis à Engelberg depuis 1996.
Elle commence le ski à un an avec ses frères et sœurs. Elle remporte sept fois les compétitions du Grand Prix Migros, une véritable institution en Suisse pour les jeunes pratiquant le ski alpin .

### Les premières compétitions internationales
Elle participe à des compétitions internationales depuis la saison 2008-2009, âgée alors de 15 ans. Cette première saison, elle obtient notamment la 3ème place du Super Combiné de Davos en décembre 2008. Suivront trois années marquées par diverses blessures . Elle remporte sa première victoire lors du géant de Morzine en janvier 2011 . Suivront sept  autres succès (6 slaloms et 1 Super G) dans les saisons suivantes (entre avril 2012 et février 2014) .
Elle a entre-temps pris part à ses premières compétitions de Coupe d'Europe en janvier 2010 à St-Moritz.
En 2011, elle subit une rupture du ligament croisé qui la prive de pistes pendant une année et lui fait craindre la vitesse lors de son retour à la compétition.
Après avoir terminé avec succès ses études à la Sportmittelschule d'Engelberg en juin 2012, elle décide de se consacrer pleinement au ski .

### Les débuts en Coupe du Monde
Elle prend pour la première fois le départ en Coupe du monde en décembre 2012 à Semmering  puis marque ses premiers points lors de sa troisième course en terminant neuvième du slalom de Flachau . Elle devient ensuite vice-championne du monde junior de slalom .
Elle monte pour la première fois sur un podium de Coupe d'Europe en novembre 2013 lors du slalom de Levi et remporte le classement général de la Coupe d'Europe à l'issue de la saison grâce notamment à trois victoires en slalom (à Melchsee Frutt, Kirchberg et Sestrières). Ce qui lui permet d'être sélectionnée au sein de l'équipe de Suisse pour participer aux Jeux olympiques de Sotchi.
En mars 2016, elle remporte l'épreuve par équipes lors des finales de Coupe du Monde à St-Moritz, ce qui constitue sa première victoire en Coupe du Monde. En décembre 2016, elle se classe deuxième du combiné alpin de Val d'Isère derrière Ilka Stuhec, montant sur son premier podium individuel en Coupe du monde .
Lors des championnats du monde de ski alpin à St-Moritz en février 2017, elle obtient la médaille d'argent combiné alpin, juste derrière sa compatriote Wendy Holdener.

### Saison 2017-2018, l'affirmation au plus haut niveau
Elle est présente 3 fois sur le podium pendant la saison 2017-2018, dans trois disciplines différentes : 3ème de la descente de Lake Louise, 2ème du Super G de St-Moritz et 2ème du combiné de Crans-Montana . Elle parvient même à marquer des points dans les cinq disciplines (descente, Super G, géant, slalom et combiné) et termine 2ème de la Coupe du Monde du combiné.
Lors des Jeux olympiques de Pyeongchang en 2018, elle remporte l'épreuve du combiné, devant l'Américaine Mikaela Shiffrin et sa compatriote Wendy Holdener, devenant la première Suissesse à s'imposer dans cette discipline aux JO. Elle remporte ainsi un titre olympique quatre ans après celui de sa sœur Dominique en descente à Sotchi. Elle confie être gênée par la soudaine notoriété un peu étrange que lui apporte ce titre olympique.

### Saisons 2018-2020, le coup d'arrêt
La saison suivante débute bien avec deux nouveaux podiums en descente à Lake Louise (2ème et 3ème)  et des Top15 dans les 4 disciplines principales (descente, Super G, géant et slalom). Mais Michelle Gisin doit mettre un terme à sa saison 2018-2019 à cause d'une lésion cartilagineuse et d'une distension du ligament croisé antérieur au genou droit contractée lors d'une chute pendant le super-G de Garmisch le samedi 26 janvier 2019. Privée ainsi d'une participation aux Mondiaux d'Åre, elle relativise pourtant sa situation en déclarant qu'elle a eu de la chance dans sa carrière jusque là et que ça lui donne la chance d'être en forme pour le début de la saison suivante. Elle reconnait avoir été terriblement choquée par la terrifiante chute de son frère Marc à Val Gardena en décembre 2018 qui le poussera à mettre en terme à sa carrière en novembre 2020 sans jamais être revenu à son meilleur niveau.
Illustrant à nouveau sa polyvalence, elle est présente sur le podium lors de la saison 2019-2020 tant en slalom à Lienz en décembre 2019 qu'en descente à Zauchensee en janvier 2020  et elle marque encore une fois des points dans les cinq disciplines.

### Saison 2020-2021, sur le podium du général
Après un premier podium de la saison au deuxième slalom de Levi en novembre, c'est également dans cette discipline qu'elle remporte sa première victoire en Coupe du monde, à Semmering le 29 décembre 2020, là où elle avait débuté en Coupe du Monde 8 ans plus tôt. Michelle Gisin met ainsi fin à une série de 28 slaloms remportés consécutivement par Mikaela Shiffrin ou par Petra Vlhová, depuis celui de Flachau gagné le 10 janvier 2017 par Frida Hansdotter. Elle est également la première Suissesse à s'imposer dans la discipline depuis Marlies Öster en 2002,.
En janvier 2021, Michelle Gisin termine à la troisième place du slalom de Zagreb, puis du géant de Kranjska Gora devenant la deuxième Suissesse après Vreni Schneider à réaliser l'exploit de monter sur le podium des cinq principales disciplines de la Coupe du Monde (slalom, géant, super-G, descente et combiné). Le lendemain, elle termine à la deuxième place du podium du second géant se déroulant dans la station. Elle obtient encore un dernier podium lors du slalom des finales disputé à Lenzerheide.
Ses six podiums dans la saison et ses bons résultats d'ensemble lui rapportent un total de 1130 points et lui permettent pour la première fois de terminer « sur le podium » du classement général féminin (ce n'est que la 12ème Suissesse à réussir cette performance), à la troisième place, derrière Petra Vlhová et sa compatriote Lara Gut-Behrami. Elle termine également dans le Top15 de chacune des quatre principales disciplines (4ème en slalom, 4ème en géant, 13ème en Super G et 15ème en descente).
Elle remporte également la médaille de bronze du combiné pendant les Mondiaux de Cortina en février.

### Saison 2021-2022: double championne olympique du combiné
Infectée durement par le covid puis victime d'une mononucléose tenace pendant l'été 2021 qui l'empêche de fournir le moindre effort, elle ne peut s’entraîner pendant plusieurs mois et ne remonte sur les skis qu'à la mi-septembre. Son début de saison 2021-2022 est difficile. La forme revient néanmoins progressivement et elle monte trois fois sur le podium (en géant, en slalom et en super G) entre fin décembre et le début des Jeux olympiques de Pékin mais a toujours besoin de beaucoup de temps de récupération entre les courses.
À Pékin, après une modeste 10e place en géant (seulement 3ème Suissesse, classée juste derrière sa compatriote Wendy Holdener), Michelle Gisin réalise une décevante contre-performance en slalom (seulement 6e place après avoir pourtant réalisé le deuxième temps de la première manche) et déclare être très amère d'avoir "manqué le coche de cette manière" et que sa déception est immense de n'avoir pas su saisir sa chance après une si belle première manche. Elle obtient ensuite le bronze dans le Super-G gagné par sa compatriote Lara Gut-Behrami, sa deuxième médaille olympique. Le 17 février, lors du combiné alpin où elle défend son titre, elle se classe douzième de la descente, concédant notamment un retard de 44/100e sur Mikaela Shiffrin qui semble alors la grande favorite pour l'or. Mais l'Américaine sort du tracé du slalom après quelques portes alors que l'Obwaldienne signe le meilleur chrono pour s'imposer avec une belle avance en temps total sur sa compatriote Wendy Holdener (à 1 seconde et 5 centièmes) et Federica Brignone (à 1 seconde et 85 centièmes). Elle déclare après la course être passée par toutes les émotions pendant ces JO entre ses deux médailles mais aussi sa désillusion en slalom, sa non-sélection en descente et son échec en géant. Michelle Gisin réalise donc le doublé dans le combiné alpin olympique, tout comme Janica Kostelić en 2002 et  2006, et Maria Höfl-Riesch en 2010 et 2014.
Le 25 mars, elle prend la 3ème place du Super G des championnats de Suisse, derrière Corinne Suter et Jasmina Suter. Le lendemain, elle prend également la 3ème place du slalom, derrière Wendy Holdener et Aline Danioth.

## Palmarès

### Jeux olympiques
| Édition / Épreuve   | Descente | Super-G | Géant | Slalom | Combiné alpin |
| ------------------- | -------- | ------- | ----- | ------ | ------------- |
| JO 2014 Sotchi      | -        | -       | -     | 28e    | -             |
| JO 2018 Pyeongchang | 8e       | 9e      | -     | 16e    | Or            |
| JO 2022 Pékin       | -        | Bronze  | 10e   | 6e     | Or            |

### Championnats du monde
| Édition / Épreuve                 | Descente | Super G | Slalom géant | Slalom | Combiné alpin |
| --------------------------------- | -------- | ------- | ------------ | ------ | ------------- |
| Mondiaux 2013 Schladming          | -        | -       | -            | 26e    | -             |
| Mondiaux 2015 Vail - Beaver Creek | -        | -       | 32e          | DNF    | -             |
| Mondiaux 2017 Saint-Moritz        | 8e       | -       | -            | 21e    | Argent        |
| Mondiaux 2021 Cortina d'Ampezzo   | 5e       | 8e      | 11e          | DNF    | Bronze        |
| Mondiaux 2023 Courchevel-Méribel  |          |         |              |        | 6e            |

### Coupe du monde
- Premier départ : 29 décembre 2012, slalom de Semmering, DNF2
- Premier top30 et premier top10 : 15 janvier 2013, slalom de Flachau, 9ème
- Premier podium : 18 mars 2016, parallèle par équipe de St-Moritz, victoire
- Premier podium en individuel : 16 décembre 2016, combiné de Val d'Isère, 2ème
- Première victoire en individuel : 29 décembre 2020, slalom de Semmering
- Meilleur classement général : 3e en 2021
- 21 podiums (en individuel) dont 1 victoire
- 1 victoire par équipe

#### Détail des victoires
| Saison / Épreuve | Slalom    | Team Event | Total |
| 2015-2016        |           | St-Moritz  | 1     |
| 2020-2021        | Semmering |            | 1     |
| Total            | 1         | 1          | 2     |

| Saison/Classement | Général | Général | Descente | Descente | Super G | Super G | Slalom géant | Slalom géant | Slalom | Slalom | Combiné | Combiné |
| Saison/Classement | Class.  | Points  | Class.   | Points   | Class.  | Points  | Class.       | Points       | Class. | Points | Class.  | Points  |
| ----------------- | ------- | ------- | -------- | -------- | ------- | ------- | ------------ | ------------ | ------ | ------ | ------- | ------- |
| 2012-2013         | 79e     | 39      | -        | -        | -       | -       | -            | -            | 35e    | 39     | -       | -       |
| 2013-2014         | 82e     | 38      | -        | -        | -       | -       | -            | -            | 31e    | 38     | -       | -       |
| 2014-2015         | 45e     | 144     | -        | -        | -       | -       | 38e          | 14           | 18e    | 130    | -       | -       |
| 2015-2016         | 44e     | 207     | -        | -        | -       | -       | -            | -            | 14e    | 165    | 21e     | 42      |
| 2016-2017         | 27e     | 324     | 28e      | 65       | 41e     | 14      | -            | -            | 16e    | 141    | 5e      | 104     |
| 2017-2018         | 7e      | 868     | 6e       | 240      | 4e      | 313     | 50e          | 5            | 13e    | 201    | 2e      | 109     |
| 2018-2019         | 16e     | 442     | 9e       | 207      | 24e     | 70      | 37e          | 22           | 14e    | 143    | -       | -       |
| 2019-2020         | 8e      | 591     | 24e      | 98       | 17e     | 92      | 11e          | 142          | 8e     | 209    | 8e      | 50      |
| 2020-2021         | 3e      | 1130    | 15e      | 143      | 13e     | 107     | 4e           | 389          | 4e     | 491    | -       | -       |
| 2021-2022         | 5e      | 874     | 16e      | 184      | 12e     | 196     | 8e           | 247          | 7e     | 247    | -       | -       |
| 2022-2023         | 13e     | 552     | 19e      | 140      | 9e      | 198     | 28e          | 61           | 18e    | 153    | -       | -       |
| 2023-2024         | 8e      | 785     | 21e      | 116      | 14e     | 163     | 25e          | 88           | 4e     | 418    | -       | -       |

### Coupe d’Europe
- Premier départ : 19 janvier 2010, descente de St-Moritz, 55ème
- Premier top30 : 26 novembre 2012, slalom de Vemdalen, 12ème
- Premier top10 : 27 novembre 2012, slalom de Vemdalen, 6ème
- Premier podium : 24 novembre 2013, slalom de Levi, 3ème
- Première victoire : 10 janvier 2014, slalom de Melchsee-Frutt
- Vainqueur du classement général en 2014.
- Vainqueur du classement du slalom en 2014
- 8 podiums, dont 3 victoires (toutes en slalom)

#### Détail des victoires
| Saison / Épreuve | Descente | Super-G | Slalom Géant | Slalom                              | Combiné | Total |
| 2013-2014        |          |         |              | Melchsee-Frutt Kirchberg Sestrières |         | 3     |
| Total            |          |         |              | 3                                   |         | 3     |

| Saison/Classement | Général | Général | Descente | Descente | Super G | Super G | Slalom géant | Slalom géant | Slalom | Slalom | Combiné | Combiné |
| Saison/Classement | Class.  | Points  | Class.   | Points   | Class.  | Points  | Class.       | Points       | Class. | Points | Class.  | Points  |
| ----------------- | ------- | ------- | -------- | -------- | ------- | ------- | ------------ | ------------ | ------ | ------ | ------- | ------- |
| 2012-2013         | 38e     | 244     | -        | -        | -       | -       | -            | -            | 11e    | 244    | -       | -       |
| 2013-2014         | 1re     | 797     | -        | -        | 29e     | 50      | 31e          | 75           | 1re    | 592    | 5e      | 80      |
| 2014-2015         | 57e     | 130     | -        | -        | -       | -       | 32e          | 70           | 43e    | 60     | -       | -       |

### Championnats du monde junior
| Édition / Épreuve                                 | Super-G | Slalom géant | Slalom | Super combiné |
| ------------------------------------------------- | ------- | ------------ | ------ | ------------- |
| Mondiaux juniors 2013 Mont Sainte-Anne/Charlevoix | -       | -            | Argent | -             |
| Mondiaux juniors 2014 Jasná                       | 12e     | 27e          | 20e    | 25e           |

### Championnats de Suisse
Vice-championne du combiné 2016
 Troisième du slalom 2015
 Troisième du Super G 2015
 Troisième du slalom 2016
 Troisième du combiné 2017
 Troisième du Super G 2022
 Troisième du slalom 2022